# 甲斐文融

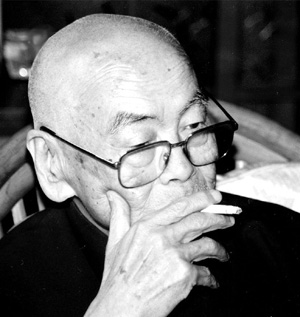
甲斐文融

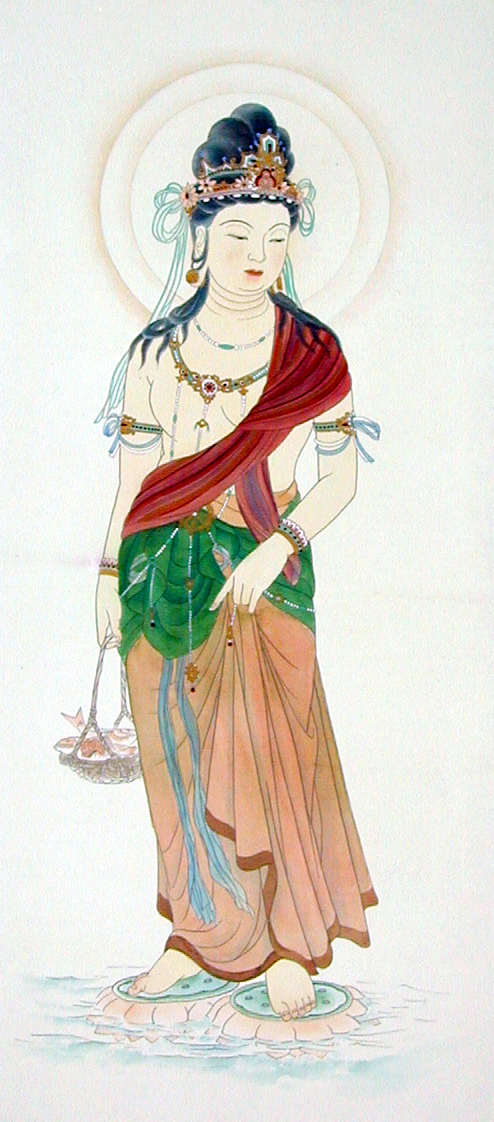
魚籃観音

甲斐 文融（かい ぶんゆう、号 : 古璋、大正9年（1920年）3月15日 - 1997年12月26日）は、日本の画家、曹洞宗の僧侶（大分県中津市崇禅寺の13世住職）。白日会会員で油彩、日本画、彫刻をよくした。

## 略歴
大正9年、大分県宇佐市清水の清水寺に生まれる。地方画家であった祖父、叔父の絵画を見、また兄の作画する姿に接し、幼少時より絵画に憧憬を抱く。その後、兄から自分の果たせなかった夢を託され、東京美術学校（現東京芸術大学）図画師範科に進学し、小林萬吾、南薫造、伊原宇三郎、石橋犀水、川﨑小虎、矢澤弦月、関野聖雲に学び、1941年に卒業した。
1948年の創元展に「渓流」が初入選。1951年には「石彿」により受賞。また大分県展にも出品して中津市長賞、別府市長賞、Ｋ氏賞を受けている。その後光風会展、白日展に出品。
その間、彫塑により仏像（3.38メートルの不動明王坐像、2.2メートルの地蔵尊像等）を制作、観音、文殊、普賢、涅槃図等の仏画も描いたほか、書（漢）も手掛けた。
佐竹徳、宮本三郎を敬愛していた。